# شهرستان داوسن (مونتانا)
شهرستان داوسن، مونتانا (به انگلیسی: Dawson County, Montana) یک سکونت‌گاه مسکونی در ایالات متحده آمریکا است که در ایالت مونتانا واقع شده‌است.

## خصوصیات
شهرستان داوسن ۶٬۱۷۱٫۹۸ کیلومترمربع مساحت دارد.